# 边巴拉姆 (1975年)
边巴拉姆（1975年—），女，藏族，西藏日喀则人，中国藏学家，西藏自治区社会科学院南亚研究所副所长，第十三届全国政协委员。